# Sandra Yanira Martínez Tobar
Sandra Yanira Martínez Tobar (San Salvador, 1959) es una pionera salvadoreña en el campo de la meteorología, siendo la primera mujer en trabajar en el Servicio Meteorológico Nacional luego conocido como Observatorio Ambiental del Ministerio de Medio Ambiente y Recursos Naturales, de donde se jubiló en 2019. Durante las elecciones legislativas y municipales el 28 de febrero de 2021 fue elegida diputada de la Asamblea Legislativa de El Salvador por el departamento de La Libertad durante el periodo del 1 de mayo de 2021 al 1 de mayo de 2024.

## Trayectoria
Su interés en la meteorología se inició a sus diecinueve años por medio de un programa de becas que fomentaba el Servicio de Meteorológico Nacional a través de la Universidad de El Salvador. Fue becaria del programa de meteorología mundial, donde obtuvo una especialidad en aeronáutica, hidrológica y marítima. Graduada de la Universidad de El Salvador Además, realizó estudios en sus estudios incluyen su experiencia en la administración Oficina Nacional de Administraciónl Oceánica y Atmosférica. Posee certificación y acreditación como meteoróloga e hidróloga otorgada por el Departamento de Comercio de Estados Unidos, entre otros estudios realizados en España, Guatemala y Estados Unidos. 
Laboró por 19 años en meteorología aeronáutica en el Aeropuerto de Comalapa y en el de Ilopango.

### Meme «La chica del clima»
En 2017, pasó a ser mencionada trending topic en redes sociales al compararla con otras presentadoras de televisión que leen los informes sobre clima. Sin embargo, en ese entonces, Martínez tomó con gracia la situación y, como respuesta, amplió más detalles sobre su formación académica y profesional que la han acreditado en su cargo. En el Noticiero El Salvador regreso en 2020 como «la chica del clima».

### Jubilación
El 6 de diciembre del 2019 se jubiló con 60 años de edad. Luego de 17 años de trabajo en el Ministerio de Medio Ambiente y Recursos Naturales y después de desempeñarse 23 años más en la cartera de Agricultura. Se retiró por el trabajo realizado en la reivindicación de la mujer trabajadora en las ciencias.
La ciencia no te hace millonaria; pero te da satisfacción de lo que haces, aprendes y ayudas a la población a prevenir y mitigar en desastres.

### Maltrato laboral
Tras su salida del Ministerio de Medio Ambiente realizó una denuncia hacia la institución sobre las condiciones de maltrato laboral que sufrió por casi cuatro décadas. En una entrevista realizada por el programa de Pencho y Aída de la Radio Fuego El Salvador fue donde se realizaron las primeras declaraciones, reveló, además, sobre cómo se realizó la venta de un archivo histórico de 100 años sobre las condiciones meteorológicas de El Salvador como papel reciclado. Aunque en un principio no existió avances con la denuncia realizada, Nayib Bukele como presidente en turno, fue quien en respuesta a esta denuncia despidió al entonces gerente de meteorología.

### Carrera política
En 2021 se lanzó como candidata a diputada por el partido Nuevas Ideas en La Libertad. Ingreso como presidenta de la Comisión de Medio Ambiente el 6 de mayo de 2021 en representación de Nuevas Ideas en cumplimiento del artículo 40 del reglamento interior de la Asamblea Legislativa de El Salvador.